# Bayern3 True Crime
Bayern 3 True Crime ist ein deutschsprachiger Kriminalpodcast, der von der Hörfunkmoderatorin Jacqueline Belle und dem Strafverteidiger Alexander Stevens gestaltet wird. Das Audio-Format ist seit 2020 Teil des Podcast-Angebots von Bayern 3 und erscheint jeden Freitag. Der Podcast zählt zum Genre True Crime und hat seit 2020 nach Angaben des Senders mehr als 50 Millionen Aufrufe generiert (Stand: Ende November 2023). Seit 2022 veranstaltet Bayern 3 mit Belle und Stevens unter dem Label Gibt es den perfekten Mord? eine Live-Tour zum Podcast.

## Geschichte
Am 21. Juli 2020 startete Bayern 3 den Podcast. In der ersten Staffel ging es im Kontext von Verbrechen um Sprachprofile und die Möglichkeiten, sie zu analysieren, etwa bei Drohbriefen. Die Fachleute, die hier Auskunft gaben, waren Leo Martin und Patrick Rottler. Sebastian Winkler moderierte das Gespräch. Ab Staffel 2 sprachen dann Strafverteidiger Alexander Stevens und Bayern-3-Moderatorin Jacqueline Belle über Kriminalfälle. Häufig waren es solche, mit denen der Jurist Stevens selbst befasst gewesen ist. Er hatte zuvor bereits mehrfach als Schauspieler und Experte an TV-Sendungen mitgewirkt, die Verbrechen beziehungsweise Gerichtsverfahren behandelten.
Nach teils heftiger Kritik an dem Live-Format von verschiedenen Seiten wie Angehörigen oder Opferschutzverbänden, hat der BR den Logo-Lizenzvertrag beendet und sich von der Show distanziert. Außerdem soll auch das Podcastkonzept in Zukunft überarbeitet werden. Als Folge dessen wird Stevens nach Ende der achten Staffel aus dem Podcasts ausscheiden.

## Staffeln
Seit Start des Podcasts sind sechs themenzentrierte Staffeln produziert und gesendet worden. Die siebte Staffel begann im Sommer 2023.
| Staffel          | Titel                       | Kurzbeschreibung |
| ---------------- | --------------------------- | --- |
| Staffel 1 (2020) | Die Sprache des Verbrechens | Ex-Geheimagent Leo Martin und Sprachprofiler Patrick Rottler erläutern, wie Verbrechen durch Analyse von Sprache, Ausdrucks- und Schreibweisen aufgeklärt wurden. |
| Staffel 2 (2020) | Aussage gegen Aussage       | Alexander Stevens erklärt, wie in Kriminalfällen, bei denen „Aussage gegen Aussage“ stand, die Wahrheit ermittelt wurde.                                          |
| Staffel 3 (2021) | Verhängnisvolle Affären     | Es geht um Online-Dates, die am Ende zu juristischen Auseinandersetzungen geführt haben.                                                                          |
| Staffel 4 (2021) | Erschütternde Verbrechen    | Fälle, die die Untiefen der menschlichen Seele zeigen, stehen im Mittelpunkt dieser Staffel.                                                                      |
| Staffel 5 (2022) | Sex vor Gericht             | Behandelt werden Fälle aus dem Sexualstrafrecht. |
| Staffel 6 (2022) | Tödliche Verbrechen         | Tödliche Verbrechen und mörderische Absichten sind Gegenstand dieser Staffel.                                                                                     |
| Staffel 7 (2023) | Unter Verdacht              | Die Staffel dreht sich um Menschen, die unter Verdacht geraten sind. Die Leitfragen sind: Sind sie schuldig? Wem wird geglaubt? Werden die Richtigen verurteilt?  |
| Staffel 8 (2025) | Schuld und Unschuld         | Es werden Fälle besprochen, in denen die Schuldfrage ungeklärt bzw. von Tatverdächtigen bestritten wird. Die Folgen werden auch als Videopodcast veröffentlicht.  |

## Reichweite
Nach Angaben des Senders hat der Podcast seit seinem Beginn mehr als 50 Millionen Abrufe generiert. Der Podcast zählt deutschlandweit zu den Top Ten in der Rubrik True Crime.

## Tour
Seit 2022 gibt es auch eine Tour zum Podcast. Jacqueline Belle und Alexander Stevens traten dabei unter dem Motto Gibt es den perfekten Mord? in bayerischen Städten auf. Später kamen auch Auftritte in anderen deutschen Bundesländern hinzu. Gelegentlich gastiert die Tour im Ausland, wie zum Beispiel im Dezember 2023 im Volkshaus (Zürich).
Die Tour (und die zumindest namentliche Beteiligung des ÖR) wurde von verschiedenen Seiten teils heftig kritisiert: Angehörige eines Opfers meldeten sich medial zu Wort und sagten „Man habe aus dem Schlimmsten, was ihr und ihrer Familie im Leben passiert ist, eine Show gemacht“. Zusätzlich thematisiert wird außerdem Alexander Stevens Doppelrolle als Verteidiger des damals Verurteilen und als vermeintlich neutraler Erzähler. Insbesondere kritisiert wurde eine mögliche unterschwelligen Infragestellung des damaligen Urteils durch Showelemente wie eine Publikumsabstimmung zur Schuld des Täters.
Auch Medienrechtsanwälte und Opferschutzverbände beklagen die Missachtung der Opferrechte und die „nachträgliche Durchführung eines Jury-System zu Unterhaltungszwecken“ in der Show, die die eigentliche Rechtsprechung in Frage stellen würde.